# Моховик паразитный
Мохови́к парази́тный, паразити́ческий (лат. Pseudobolétus parasíticus) — трубчатый гриб рода Псевдоболет (Pseudoboletus) семейства Болетовые (Boletaceae). Ранее относился к роду Моховик (Xerocomus), в настоящее время разделённому на несколько более мелких родов.
Научные синонимы:
- Boletus parasiticus Bull., 1790 basionym
- Versipellis parasitica (Bull.) Quél., 1886
- Ceriomyces parasiticus (Bull.) Murrill, 1909
- Xerocomus parasiticus (Bull.) Quél., 1888

Русские синонимы:
- Борови́к паразитный

## Описание

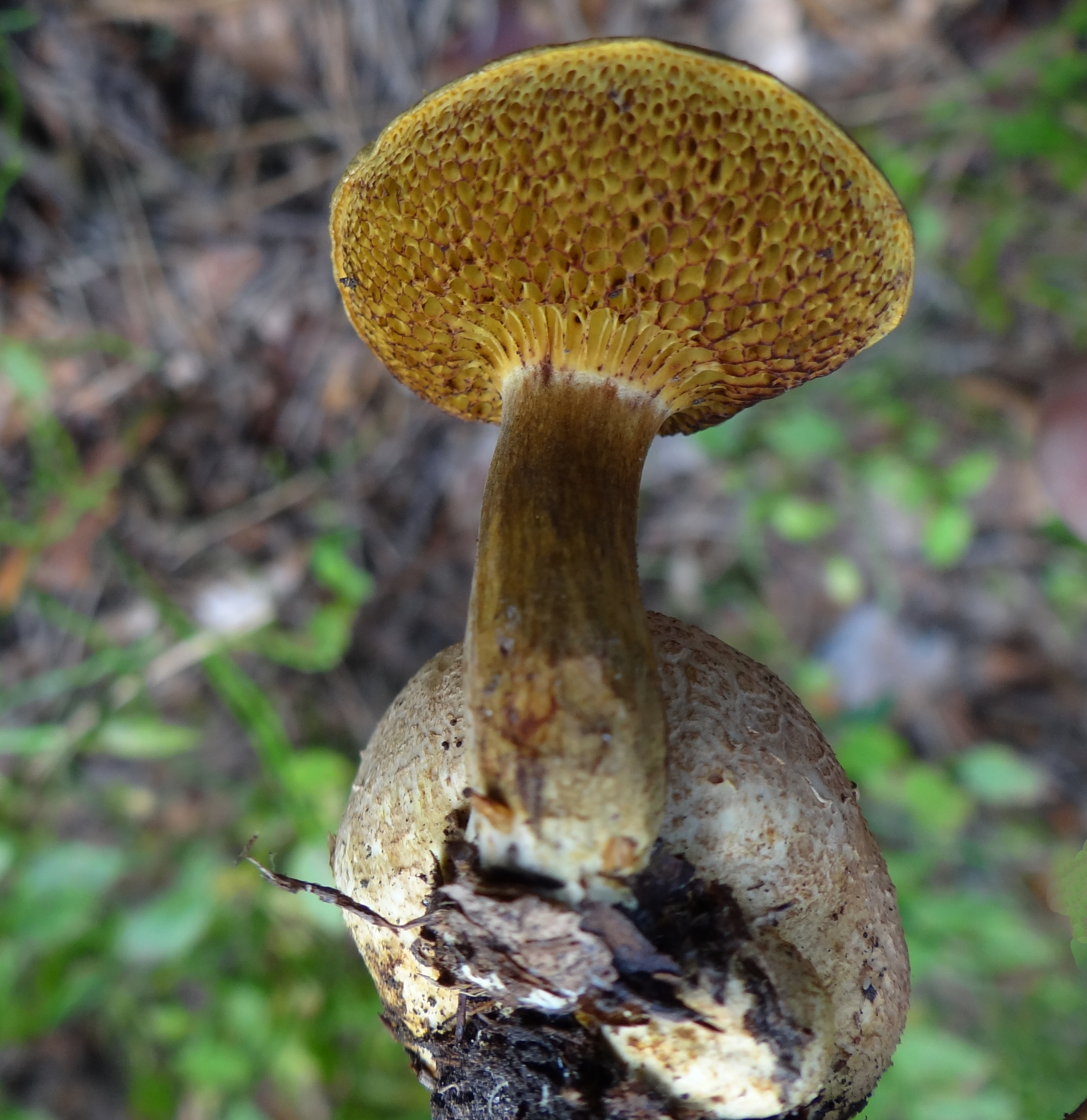

Мелкий моховик, плодовые тела которого похожи на молодые экземпляры моховика зелёного.
Диаметр шляпки составляет 2—7 см, шляпка имеет выпуклую форму, на ощупь слегка бархатистая и немного маслянистая, цвет шляпки — от жёлтого до светло-орехового или охристо-коричневый.
Мякоть светло-жёлтая, почти без вкуса и запаха, не синеет.
Трубчатый слой низбегающий, трубочки 3—7 мм, поры от лимонно-жёлтых до ржаво-коричневых, широкие, обычно с ребристыми краями.
Ножка 3—6 см высотой и 0,8—1,5 см толщиной, сплошная, цилиндрическая.
Споровый порошок оливково-коричневый, споры 15×5 мкм, веретеновидные.

## Экология и распространение
Европа, Северная Африка, восток Северной Америки. Растёт на живых плодовых телах ложнодождевиков (род Scleroderma).
Сезон лето — осень. Встречается редко.

## Употребление
Съедобен, хотя иногда указывается, что несъедобен из-за не очень приятного вкуса.